# 한밤의 암살자 (1986년 영화)
《한밤의 암살자》(De aanslag, The Assault)는 네덜란드에서 제작된 폰스 라드메이커스 감독의 1986년 드라마, 전쟁 영화이다. 데릭 드 린트 등이 주연으로 출연하였고 폰스 라드메이커스 등이 제작에 참여하였다.
아카데미 외국어 영화상, 골든 글로브상 외국어 영화상 수상작이다.

## 출연

### 주연
- 데릭 드 린트
- 마크 밴 우켈런
- 모니크 밴 드 벤
- 존 크레이컴프

### 조연
- 허브 반 데르 러브비

## 기타
- 원작자: 해리 뮬리쉬